# 松本路子
松本 路子（まつもと みちこ、1950年 - ）は、日本の写真家、エッセイスト。
静岡県出身。1974年法政大学文学部日本文学科卒業。人物写真、海外レポートなどで仕事を始め、訪れた国は60数か国にわたる。1980年代からは、アーティストの肖像を中心に個展、写真集などで作品を発表する。主な写真集に『肖像 ニューヨークの女たち』『ニキ・ド・サンファール』『Portraits 女性アーティストの肖像』『DANCERS エロスの肖像』などがある。都心の自宅のルーフ・バルコニーで60鉢のバラを育て、バラにまつわるフォト＆エッセイ集『晴れたらバラ日和』を出版するほか、『魂の布 モンスーンアジア12人の女性作家たち』『ヨーロッパ バラの名前をめぐる旅』『東京桜100花』の著書などで、エッセイストとしての評価も高まっている。

## 主な個展
- 1974年 - 「ヨーコ・オノ・イン・ニューヨーク」（東京、3ポイント）
- 1978年 - 「のびやかな女たち」（東京、PePeアートスペース）
- 1978年 - 「東南アジア 人と生活」（大阪、阪急アートギャラリー）
- 1981年 - 「ニキ・ド・サンファールの世界」（東京、スペースニキ）
- 1983年 - 「肖像 ニューヨークの女たち」（東京、札幌パルコギャラリー）
- 1986年 - 「ニキ・ド・サンファール」（東京、パルコSR6）
- 1988年 - 「Portraits - Women Artists 」（ニューヨーク、SohoPhotoGallery）
- 1989年 - 「Portraits of Dancers 1」（東京、ギャルリせら～る）
- 1990年 - 「表現する女たちの肖像」（大阪、京阪アートギャラリー）
- 1990-98年 - 「Portraits of Dancers 2～5」（東京、ギャルリせら～る）
- 1998年 - 「DANCERS エロスの肖像」（東京、電通恒産ギャラリー）
- 1999年 - 「ニコラ・ル・リッシュin Paris」（東京、ギャルリせら～る）
- 2000年 - 「White on White～白い布の生まれる刻～」（東京、Heart&Color）
- 2001年 - 「ルジマトフ ～サンクトペテルブルグの記憶～」（東京、EGG GALLERY）
- 2003年 - 「追悼 ニキ・ド・サンファール（東京、ギャラリーColorium）（京都 prinz）
- 2004年 - 「瞑想する身体、覚醒する街～Paris, St.Petersbourg～」（東京、Gallery 21）
- 2004年 - 「SESSIONS アーティストの肖像」（東京、ZEIT-FOTO SALON）
- 2005年 - 「Rose Passion」『晴れたらバラ日和』出版記念展（東京、Colorium）
- 2007年 - 「魂の布と衣 松本路子が出会った12人の作家たち」『魂の布 モンスーンアジア12人の女性作家たち』出版記念展（東京、Gallery le bain）
- 2007年 - 「瞑想する身体 ～サンクト・ペテルブルグから～」（東京、ギャラリー冬青）
- 2009年 - 『バラの名前をめぐる旅』出版記念展（東京、ジュンク堂書店）
- 2010年 - 「The Witches Tea Party ～ニキ・ド・サンファルとの宴」（東京、ときの忘れもの）
- 2013年 - 「Les Femmes Artistes]（東京、LIBRAIRIE6）
- 2016年 - 「Portraits 女性アーティストの肖像」（長野県、軽井沢現代美術館）

## 主なグループ展
- 1979年 - 「現代日本の写真」（ヨーロッパ巡回展）
- 1988年 - 「内外の有名写真家による20世紀の顔」
- 1990年 - 「Women Photographers」（ニューヨーク、東京）
- 1995年 - 「モノ・カオ・反物語 第2部カオ」（東京都写真美術館）
- 1998-2000年 - 「Women Photographers from Japan」（アメリカ巡回展）
- 2003年 - 「Mon Paris」（Gallery 21）
- 2006年 - 大野一雄写真展「秘する肉体」（コニカミノルタプラザ,福島市写真美術館、等）
- 2007年 - 「Japan Caught by Camera-Works from the Photographic Art in Japan]（上海美術館）
- 2008年 - GALLERY 21 10周年記念シリーズ写真展「彼女たちの視線」（GALLERY 21）
- 2008年 - GALLERY21 10周年記念シリーズ写真展「Esprit de Paris] （GALLERY 21）
- 2008年 - 「ヴィジョン オブ アメリカ」第3部 （東京都写真美術館）
- 2010年 -「おんなー立ち止まらない女性たち」（東京都写真美術館）
- 2010年 -「二十世紀肖像 すべての写真はポートレイトである」（東京都写真美術館）

## 写真集、エッセイ集
- 1978年 - 写真集『のびやかな女たち』（話の特集）
- 1983年 - 写真集『肖像 ニューヨークの女たち』（冬樹社）
- 1985年 - 対談とエッセイ集『セリシャンブル 落合恵子と松本路子の部屋』（旺文社）
- 1986年 - 写真集『ニキ・ド・サンファール』（PARCO出版）
- 1995年 - 写真集『Portraits 女性アーティストの肖像』（河出書房新社）
- 1998年 - 写真集『DANCERS エロスの肖像』（講談社）
- 1999年 - 文庫判写真集『Portraits 54人の女性アーティストたち』（京都書院）
- 2005年 - フォト＆エッセイ集『晴れたらバラ日和』（淡交社）
- 2007年 - 写真・文『魂の布 モンスーンアジア12人の女性作家たち』（淡交社）
- 2009年 - 写真・文『ヨーロッパ バラの名前をめぐる旅』（メディアファクトリー）
- 2012年 - 写真『日本のバラ』（淡交社）
- 2015年 - 写真・文『東京 桜100花』（淡交社）
- 2016年 - 企画・編集・写真『更紗 いのちの華布』（淡交社）
- 2021年-  写真・文『秘密のバルコニーガーデン　12カ月の愉しみ方・育て方』（KADOKAWA)

## 主なパブリックコレクション
- フランス国立図書館（フランス、パリ）
- 東京都写真美術館（東京）
- リバテイ大阪（大阪）
- 城西大学水田美術館（埼玉、坂戸）
- ニキ美術館（栃木、那須）
- 東京国立近代美術館（東京）
- 軽井沢現代美術館（長野、軽井沢）
- 東京オペラシティアートギャラリー（東京）

## ギャラリー・コレクション
- EGG Gallery, ZEIT-FOTO SALON ,ギャラリー冬青, Nichido Contemporary Art、ときの忘れもの（東京）、LIBRAIRIE6（東京）
- gallery DOT（京都）
- フォト・インターフォーム、The Third Gallery Aya（大阪）
- Robert Miller Gallery（ニューヨーク）
- JGM Galerie（パリ）
- Galerie Littman（バーゼル、スイス）

## 作品取り扱い画廊
- ZEIT-FOTO SALON（東京）
- LIBRAIRIE6（東京）

## 主なテレビ出演
- 日曜美術館「アウグスト・ザンダー特集」（NHK）
- 日曜美術館「スティーグリッツ特集」（NHK）
- 「地球写真館 松本路子特集」（スカパー!|パーフェクトTV）

### 主なゲストレクチャー
- 東京造形大学（東京）
- 日本ジャーナリスト学院（東京）
- 京都精華大学（京都）
- 日本写真映像専門学校（大阪）

### レギュラーレクチャー
- M's Workshop （エムズワークショップ）主宰（東京）
- 色彩学校、写真ワークショップ「光を束ねる」（東京）